# Elnaz Rekabi
Elnaz Rekabi (in persiano الناز رکابی‎; Zanjan, 20 agosto 1989) è un'arrampicatrice iraniana, la prima donna iraniana a vincere una medaglia ai Campionati mondiali di arrampicata.
Vincitrice di due medaglie di bronzo e una medaglia d'argento in competizioni mondiali e asiatiche, nonché sul podio in due coppe continentali, pratica le competizioni di difficoltà, boulder e velocità.

## Biografia
Per riuscire a contemperare i precetti religiosi sostenuti in Iran con le necessità pratiche dell'arrampicata aveva disegnato ed adottato un abbigliamento sportivo comprensivo di hijab cui ha rinunciato durante le prove dei campionati asiatici del 2022 in segno di adesione alle manifestazioni di proteste nate in Iran dopo la morte di Mahsa Amini. Rientrata in patria, si scusa dell'accaduto con un messaggio su Instagram per poi sparire, presumibilmente incarcerata a Evin; il successivo 3 dicembre giunge la notizia che la casa della sua famiglia è stata abbattuta dalle autorità governative.

## Carriera
Rekabi ottiene la sua prima affermazione internazionale aggiudicandosi la medaglia d'argento ai campionati continentali nel 2013 a Teheran nella specialità bouldering. L'anno successivo a Lombok, sempre nei campionati asiatici, ottiene la medaglia di bronzo nella specialità difficoltà.
Torna a primeggiare a livello continentale nel 2017 quando si aggiudica la Coppa d'Asia nel bouldering e giunge terza in quella di difficoltà.
Nel 2021 consegue la medaglia di bronzo ai campionati mondiali nella specialità della combinata.

## Palmarès

### Campionati mondiali
- 1 medaglia:
  - 1 bronzo (combinata ai Campionati mondiali di Mosca 2021)

### Campionati asiatici
- 2 medaglie:
  - 1 argento (bouldering ai Campionati asiatici di Teheran 2013)
  - 1 bronzo (difficoltà ai Campionati asiatici di Lombok 2014)

### Coppa d'Asia
- 2 coppe:
  - 1 oro (bouldering alla Coppa d'Asia a Wanxianshan/Cina 2017)
  - 1 bronzo (difficoltà alla Coppa d'Asia a Wanxianshan/Cina 2017)